# Johannes Riedel (Pädagoge)
Johannes Carl Ernst Riedel (* 4. Januar 1889 in Leipzig; † 1. August 1971 in Hamburg) war ein deutscher Berufspädagoge und Hochschullehrer.

## Leben und Wirken
Johannes Riedel studierte nach dem Schulabschluss und erlangte den Abschluss als Diplom-Ingenieur. Später promovierte er zum Dr.-Ing. Von 1919 bis 1924 war Riedel Referent an der Landesstelle für Gemeinwirtschaft und arbeitete als Hilfsarbeiter im Sächsischen Arbeitsministerium in Dresden. 1925 erhielt er den Lehrauftrag für Betriebsführung an der Handelshochschule Leipzig, die bis 1945 bestand. Zum 1. Mai 1937 trat er der NSDAP bei. Er verließ danach den Freistaat Sachsen.
Von 1947 bis 1948 war er Leiter der Arbeitsstelle für gewerbliche Berufserziehung an der Industrie- und Handelskammer Dortmund. Danach war er ein Jahr als Berater bei der Industrie- und Handelskammer Braunschweig tätig und wurde 1949 Leiter der Berufspädagogischen Abteilung am Pädagogischen Institut der Universität Hamburg. Gleichzeitig erfolgte seine Ernennung zum  Honorarprofessor für Berufspädagogik, von 1951 bis 1956 war er außerordentlicher Professor für Berufspädagogik an der Universität Hamburg.

## Schriften (Auswahl)
- Allgemeine Verkehrsgeographie mit besonderer Berücks. von Mitteleuropa in Anlehnung an des Verfahrens Verkehrskarte von Mitteleuropa. Leipzig 1913.
- Arbeits-Rationalisierung. Dresden 1919.
- Der Wille zur Arbei. Dresden 1921.
- Das mitteldeutsche Wirtschaftsgebiet. Leipzig 1921.
- Wiedereingliederung von Kriegsversehrten in die Industrie. Stuttgart-Degerloch 1943.